# Central Theatre (New York)
Le Central Theatre était un théâtre de Broadway à New York construit en 1918. Il était situé au 1567 Broadway, à l'angle sud-ouest de la 47e Rue, à Manhattan, New York, et pouvait accueillir environ 1 100 spectateurs. Conçu par l'architecte Herbert J. Krapp, il est construit pour le compte de la famille Shubert sur un site précédemment occupé par le fabricant de pianos Mathushek & Son de Frederick Mathushek (en).

## Histoire
Le bâtiment est édifié face au Palace Theatre à Times Square, dans un style Renaissance Française. L'intérieur présente des colonnes dorées, des moulures en plâtre, et des peintures dépeignant la cour du Roi Louis XVI ornent les parois de l'auditorium ; celui-ci comporte des lustres à l'européenne, des loges, un balcon et une fosse d'orchestre.
Il ouvre le 9 septembre 1918. La première pièce jouée est Forever After d'Owen Davis, créée en 1918. Elle se poursuivra au Playhouse Theatre sur une longue période. Une comédie musicale, Somebody's Sweetheart (musique d'Antonio Bafunno ; livret et paroles d'Alonzo Price), est un succès en 1919-1920. Oscar Hammerstein II y fait ses débuts de librettiste en janvier 1920 avec Always You,, suivi d'une revue à succès d' Arthur Wimperis, As You Were. On y joue en juillet 1920 Poor Little Ritz Girl (en) avec quelques chansons de Rodgers and Hart (en) et d'autres de Sigmund Romberg et Alex Gerber. Y connaissent le succès Afgar (en), autre comédie musicale en 1920-1921, et The Gingham Girl (en) en 1923 sur une musique d'Albert Von Tilzer (en).
Le théâtre accueille le cinéma en 1921 et va dès lors alterner les activités entre les projections de films, le théâtre, le striptease et le burlesque américain jusqu'en 1957 (avec une pause pour le théâtre entre 1934 et 1951). Il est rebaptisé Columbia Theatre en 1934, Gotham Theatre en 1944 et Holiday Theatre en 1951.
Il accueille la revue à succès, Bagels and Yox jouée en 1951, et une reprise d''Abie's Irish Rose jouée en 1954. L'activité théâtrale prend fin en 1956. Sous les noms Odéon, Forum et enfin Movieland, on y projette des films jusqu'en 1988, date à laquelle les Shubert le vendent, il connaît alors divers usages. L'auditorium devient une discothèque, le Club USA. Le théâtre est démoli en 1998,, l'hôtel W Hotels (en) Times Square est construit sur le site et ouvre en 2005.
La pièce qui y fut jouée le plus longtemps fut Forever After (312 représentations).

## Galerie

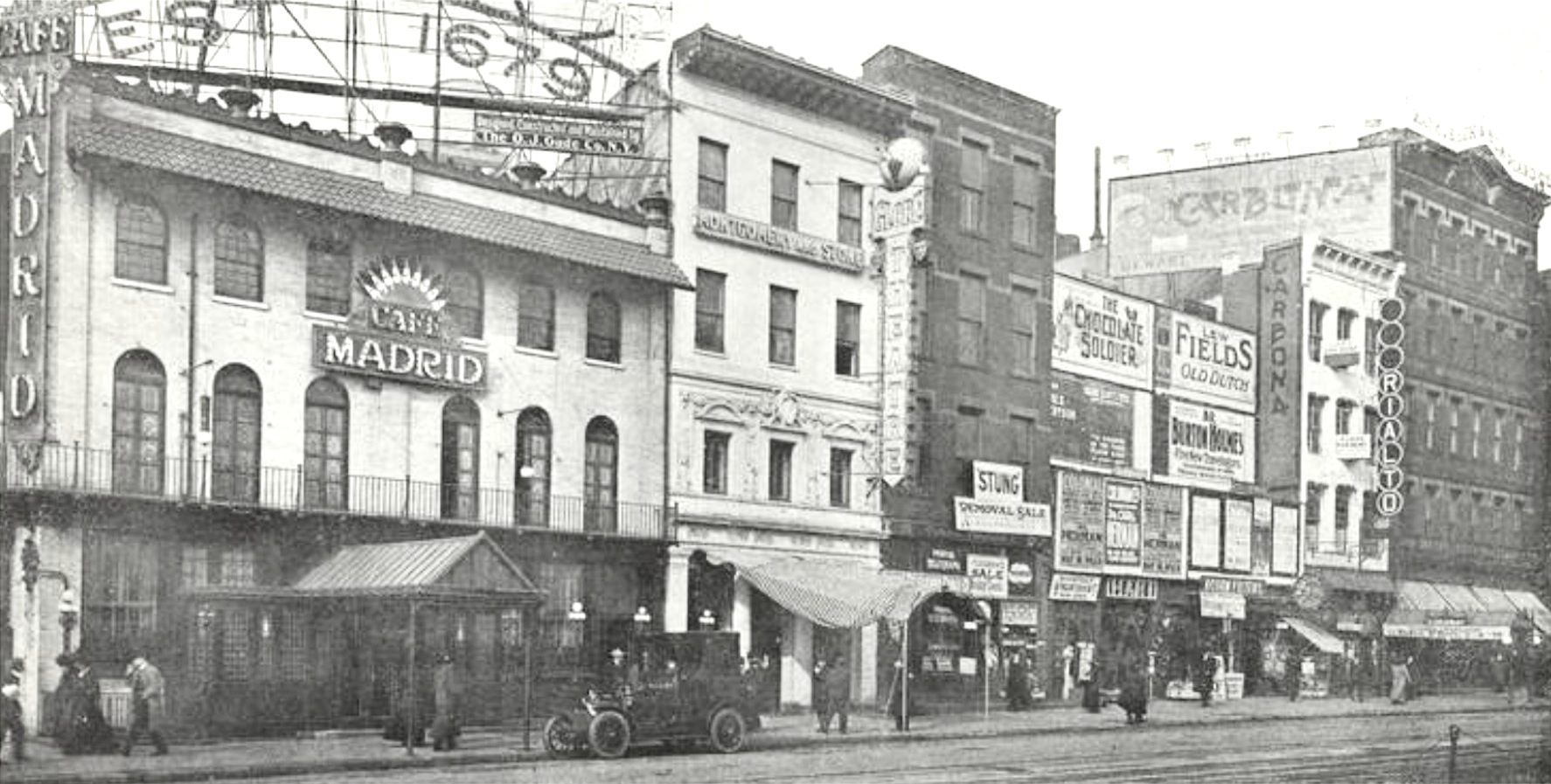
Publication de 1910 : la fabrique de pianos Matushek & Sons est le dernier bâtiment à droite.
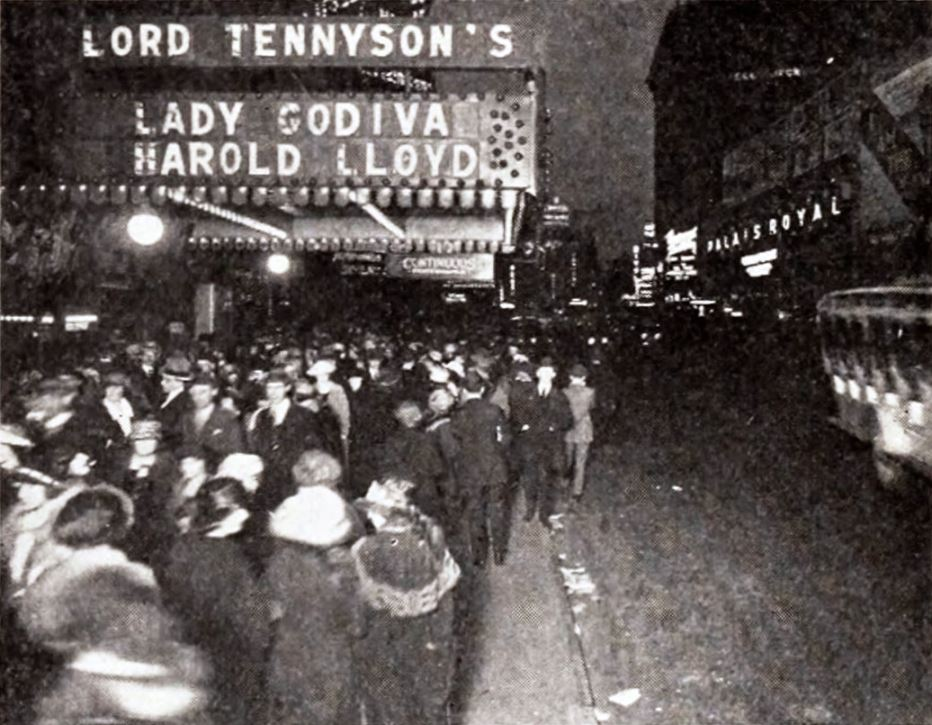
Les spectateurs se pressent pour la projection de Lady Godiva, 3 juin 1922.
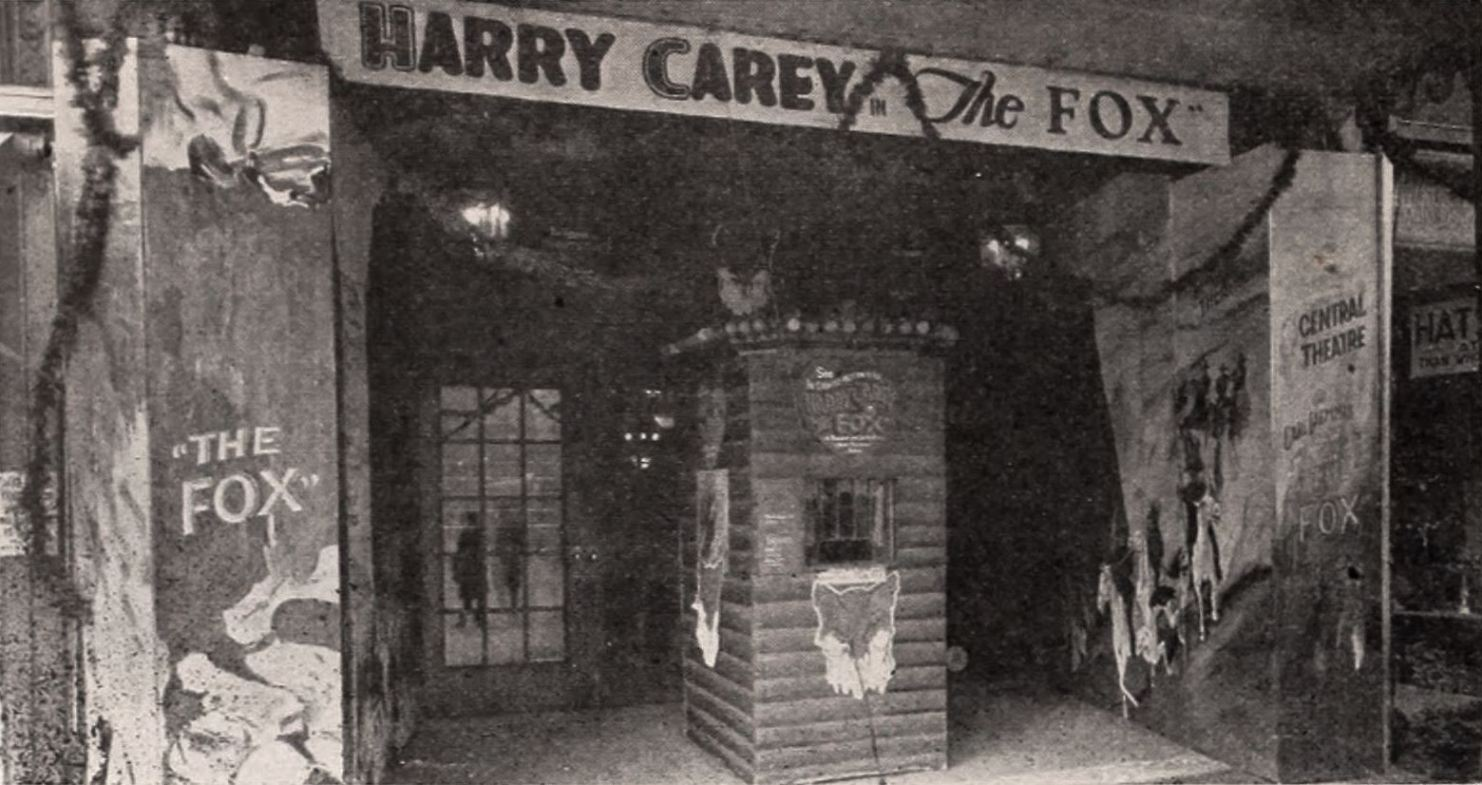
Entrée décorée sur le thème du western pour la projection de The Fox le 4 février 1922.